# Salem (série de televisão)
Salem é uma série de televisão americana de horror e suspense sobrenatural criada por Adam Simon e Brannon Braga que estreou no canal WGN America em 20 de abril de 2014. É baseada na famosa perseguição conhecida como bruxas de Salém do final do século XVII. No Brasil, a Band adquiriu os direitos de exibição, estreando em 6 de janeiro de 2015 a 24 de fevereiro de 2015.
Em 5 de maio de 2014, Salem foi renovada para uma segunda temporada. A nova temporada estreou no dia 5 de abril de 2015. Em 11 de julho, durante a Comic Con de 2015, a WGN America confirmou a renovação para uma terceira e última temporada.

## Enredo
A série é ambientada na pequena cidade costeira de Salem, nos Estados Unidos do século XVII e acompanha John Alden, um guerreiro que retorna após sete anos e descobre que a cidade está em meio a uma grande histeria envolvendo bruxas, enquanto Mary, um amor do passado de John, é uma das principais e muito poderosa bruxa do coven.

## Elenco e Personagens
- Janet Montgomery como Mary Walcott / Mary Sibley, a bruxa mais forte de Salem, cujos segredos e desejos ameaçam sua posição de poder na cidade.
- Shane West como John Alden, um herói de guerra e ex-interesse amoroso de Mary Sibley, que retorna para casa em meio ao pânico causado pela presença de bruxas em Salem.
- Seth Gabel como Cotton Mather, líder da caça às bruxas, um homem que prega a bíblia de dia e dorme com as mulheres em um bordel á noite.
- Tamzin Merchant como Anne Hale, uma jovem e talentosa artista que se rebela contra o modo conservador de viver da vila. Ela também se sente atraída por John Alden. Descobre que é uma bruxa ao longo da série.
- Ashley Madekwe como Tituba, aparentemente jovem, ela é cúmplice de Mary, mas também tem poderes e segredos misteriosos.
- Elise Erbele como Mercy Lewis, uma garota com aflições estranhas e violentas causado por algo desconhecido. Com o desenvolvimento da história, se torna uma semelhante às criaturas que tanto lhe atormentam e aos poucos vai acumulando forças e aumentando seus poderes.
- Xander Berkeley como magistrado John Hale, pai de Anne e político em Salem, além de ser do mesmo coven que Mary Sibley.
- Iddo Goldberg como Isaac Walton, que recebe como punições por problemas passados a tarefa de limpar a cidade, mas acaba descobrindo coisas na floresta de Salem.
- Lucy Lawless como Condessa Von Marburg, uma das últimas bruxas de uma longa linhagem de poderosas bruxas alemãs, sendo agora a maior inimiga para Mary Sibley, ao longo dos séculos assumiu várias identidades sempre voltando ainda mais poderosa. Ela tinha o hábito de se banhar com seu sangue porque acreditava ficar mais jovem e bonita fazendo isso.
- Azure Parsons como Gloriana Embry, uma prostituta e amante de Cotton Mather.

## Desenvolvimento e Produção
A série apareceu pela primeira vez em um evento da WGN, mas com o outro título, Malice. Em 4 de julho de 2012, foi aprovado o piloto e começou a produção de uma primeira temporada com 13 episódios, mas sobre um novo e definitivo título, Salem. No dia 8 de novembro de 2013, as filmagens do seriado começaram em Shreveport, Louisiana, em cenários baseados na Massachusetts do século XVII.

### Elenco
Os anúncios de elenco começaram em outubro de 2013, com Ashley Madekwe, a primeira a ser anunciada. Seth Gabel foi escalado para ser Cotton Mather, um aristocrata e líder da caça ás bruxas. Jannet Montgomery e Xander Berkeley foram anunciados logo depois. Shane West assinou e entrou como membro regular do elenco. Elise Erbele foi a última atriz a ser escalada e faz o papel regular como Mercy Lewis, filha do reverendo Lewis que pensa que a filha está possuída.

## Episódios
|  | 1 | 13                    | 20 de abril de 2014   | 13 de julho de 2014 | 29 de outubro de 2014 | TBA | TBA |     |     |
|  | 2 | 13                    | 5 de abril de 2015    | 28 de junho de 2015 | TBA                   | TBA | TBA |     |     |
|  | 3 | 10[carece de fontes?] | 2 de novembro de 2016 | TBA                 | TBA                   | TBA | TBA | TBA | TBA |

## Recepção da crítica
Salem está atualmente com uma pontuação de 49 de 100 no Metacritic baseado em 16 avaliações, o que, de acordo com o site, significa "opiniões mistas". O Rotten Tomatoes, classificou o seriado com 54% de aprovação, baseado em 26 comentários críticos.